# 560794 Ugoboncompagni
560794 Ugoboncompagni è un asteroide della fascia principale. Scoperto nel 2012, presenta un'orbita caratterizzata da un semiasse maggiore pari a 3,1103862 au e da un'eccentricità di 0,1307391, inclinata di 7,76711° rispetto all'eclittica.